# Schwarzwalder Kirsch

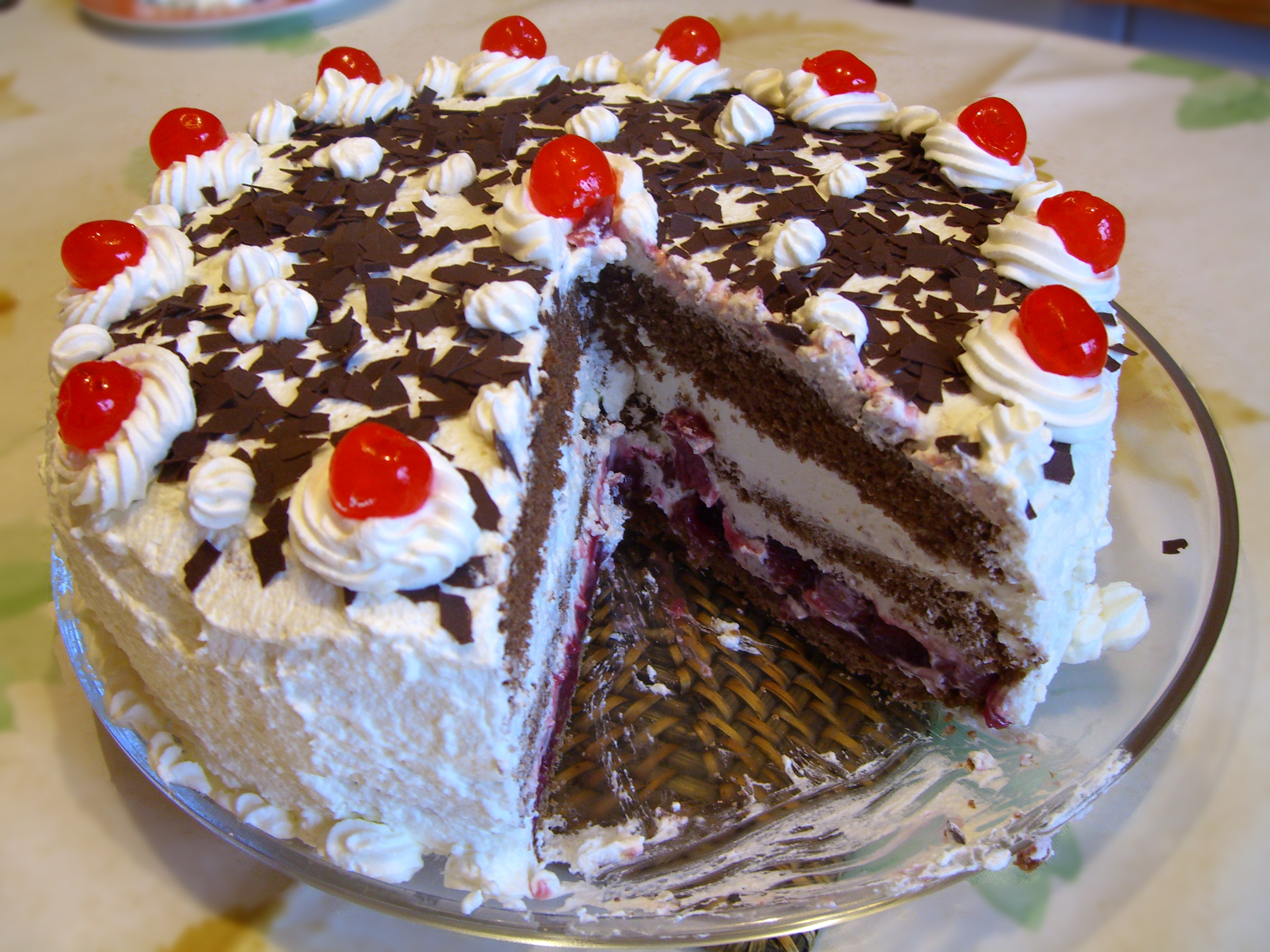
Schwarzwalder kersentaart

Een Schwarzwalder kersentaart (of Schwarzwälder Kirschtorte in het Duits, en simpelweg Zwarte Woudtaart in België) is een taart bestaande uit chocoladecake, slagroom, kersen en kirschwasser.

## Geschiedenis
De combinatie van kersen, room en kersenbrandewijn was al langer bekend, maar niet als taart. Ingekookte kersen werden hier met kirsch en slagroom geserveerd als dessert.
Patissier Josef Keller wordt gezien als de banketbakker die de taart in 1915 bedacht in Bad Godesberg. Dit is echter niet geheel na te gaan. Zijn taart bestond uit slechts twee lagen, maar Keller zou wel het aromatiseren van slagroom met kirsch uitgevonden hebben. In 1934 wordt de Schwarzwälder kirsch voor het eerst genoemd in een kookboek. Hiermee werd het recept bekend in Duitsland, Oostenrijk en Zwitserland.
Wat betreft de naam zijn er drie theorieën. Ten eerste zou het de zwarte chocoladerasp op de taart kunnen zijn die doet denken aan een donker bos. Ten tweede zou het het toevoegen van kirsch aan het recept kunnen zijn. Dit is iets wat veel in het Schwarzwald wordt gedaan. Ten derde zou de taart afgeleid kunnen zijn van een voorloper, de "Schwarzwaldkirsch", die vermoedelijk niet uit het Zwarte Woud afkomstig is.